# Brandon Flynn
Brandon Paul Flynn (Miami, 1993. október 10. –) amerikai színész. 
2016 óta számos kisebb szerepben feltűnt, az ismertséget a Netflix 13 okom volt című sorozata hozta meg számára, melyben Justint Foleyt alakította.

## Fiatalkora
Flynn 1993. október 11-én született Miamiban zsidó család gyermekeként. Középiskolai éveit a New World School of the Artsban töltötte. Van két testvére, Jaime és Danielle. 2016 januárjában diplomázott le a Mason Gross School of the Artsban, a Rutgers Egyetemen, New Jerseyben.

## Pályafutása
Első szerepét 10 éves korában kapta a Pán Péter musical verziójában, ahol Mr. Smee-t játszotta. Első televíziós szerepét 2016-ban kapta a Hullajó! című sorozatban Mike-ot alakította. Az áttörés, 2017-ben a Netflix új, saját gyártású tinidráma sorozatával, a 13 okom volttal jött meg, ahol az egyik főszereplő, Justin Foley szerepét kapta meg. Szintén a 2017-es évben szerepelt a Home Movies című kisfilmben, mint Flynn, 2018-ban pedig a Binge-ben, mint Johnny. 2019-ben feltűnt 3 epizód erejéig a True Detective – A törvény nevében bűnügyi dráma sorozatban, mint Ryan Peters.

## Magánélete
2017 óta nyíltan felvállalja homoszexualitását.

## Filmográfia

### Film
| Év   | Magyar cím      | Eredeti cím     | Szerep        | Magyar hang   |
| ---- | --------------- | --------------- | ------------- | ------------- |
| 2020 | Gyilkos vonások | Looks That Kill | Max Richards  | Baráth István |
| 2022 | Hellraiser      | Hellraiser      | Matt McKendry |               |
| 2023 |                 | The Senior      | Micah         |               |
| 2025 | Szülőtalálkozó  | The Parenting   | Josh          | Tasnádi Bence |

### Televízió
| Év        | Magyar cím                         | Eredeti cím    | Szerep       | Megjegyzések                   |
| --------- | ---------------------------------- | -------------- | ------------ | ------------------------------ |
| 2016      | Hullajó!                           | BrainDead      | Mike         | 1 epizód                       |
| 2017–2020 | 13 okom volt                       | 13 Reasons Why | Justin Foley | főszereplő                     |
| 2019      | True Detective – A törvény nevében | True Detective | Ryan Peters  | visszatérő szereplő (3 epizód) |
| 2020      | Ratched                            | Ratched        | Henry Osgood | visszatérő szereplő (5 epizód) |

## Fordítás
- Ez a szócikk részben vagy egészben  a   Brandon Flynn című angol Wikipédia-szócikk fordításán alapul.  Az eredeti cikk szerkesztőit annak laptörténete sorolja fel. Ez a jelzés csupán a megfogalmazás eredetét és a szerzői jogokat jelzi, nem szolgál a cikkben szereplő információk forrásmegjelöléseként.